# Lesser Slave Lake
Lesser Slave Lake is een meer dat ongeveer in het midden van de Canadese provincie Alberta ligt, ten noordwesten van Edmonton. Het meer heeft een oppervlakte van ongeveer 1160 km² en een gemiddelde diepte van ruim 11 meter. Het diepste punt is 20,5 meter diep. Het is via de Lesser Slaverivier verbonden met de rivier de Athabasca.
Diverse Indianenreservaten zijn aan het meer gelegen.

## Ecologie
Het meer ligt op een belangrijke vogeltrekroute en is daarom populair bij vogelaars. De gehele noordkust is beschermd.